# Логарифмічна величина
Логарифмічна величина — десятковий, натуральний або двійковий логарифм безрозмірнісного відношення двох однорідних фізичних величин, одна з яких прийнята за базову (опорну).  
Оскільки логарифмічна величина є безрозмірнісною, перед логарифмуванням перетворювана розмірнісна величина перетворюється у безрозмірнісну шляхом її ділення на прийняте за угодою опорне значення.   
Логарифмічні величини широко використовуються в науці та техніці. Так, наприклад, відчуття гучності звуку, що сприймається людським вухом, пропорційне логарифму зміни звукового тиску, що робить в багатьох випадках зручним використання логарифмічних величин для вираження рівня звукового тиску, підсилення, частотного інтервалу тощо. Логарифмічна величина є зручною характеристикою відношення двох величин, коли це відношення змінюється в дуже широких межах в обидві сторони від 1, а також для відповідних функціональних перетворень. В техніці зв'язку для спрощення розрахунків  потужність, напругу та силу електричного струму прийнято характеризувати не в абсолютних величинах, а в логарифмічних величинах, які називають рівнями передачі. Як опорне значення в радіотехніці найчастіше приймають 1 мВт, 1 В, 1 мкВ, для звукового тиску — 20 мкПа тощо. 
Логарифмічні величини є безрозмірнісними і, як всі безрозмірнісні величини, в системі SI мають когерентну одиницю вимірювання число один (1). Нарівні з одиницями SI   допускається застосування таких некогерентних одиниць вимірювання логарифмічних величин як бел, децибел та непер. Якщо логарифмічна величина визначається як десятковий логарифм співвідношення однорідних величин, використовується  одиниця вимірювання бел або децибел, якщо як натуральний логарифм - непер. 